# مجلس معلمي الرياضيات الوطني
تم تأسيس المجلس الوطني لمعلمي الرياضيات (NCTM) في عام 1920. وتطور حتى أصبح أكبر منظمة عالمية مهتمة بـتعليم الرياضيات، ويضم المجلس أكثر من 80,000 عضو عبر الولايات المتحدة الأمريكية وكندا والعالم.
ويُعد المجلس الوطني لمعلمي الرياضيات صوت العامة لتعليم الرياضيات وهو يدعم المعلمين لضمان عدالة ونزاهة تعليم للرياضيات بأعلى جودة لجميع الطلاب من خلال الرؤية والقيادة والتطوير المهني والبحث.
يعقد المجلس مؤتمرات وطنية وإقليمية سنويًا للمعلمين الأمريكيين وينشر أربع صحف مطبوعة. وكان لمعاييره المنشورة أثر بالغ على توجيه تعليم الرياضيات في الولايات المتحدة وكندا.

## الصحف
ينشر المجلس الوطني لمعلمي الرياضيات ست صحف. فهناك صحف لمعلمي الرياضيات في المدارس الابتدائية والمتوسطة والثانوية؛ وصحيفة المصادر لأبحاث الرياضيات لطلاب الصفوف من الخامس إلى العاشر؛ وصحيفة لموجهي الرياضيات التربويين؛ وصحيفة بحثية لتعليم الرياضيات. وجميعها متاحة في نسخ مطبوعة وعلى الإنترنت ما عدا صحيفة موجه الرياضيات التربوي، حيث لا تتوفر إلا على الإنترنت ويتم نشرها بالاشتراك مع جمعية موجهي الرياضيات التربويين.
وتوفر صحيفة تعليم الرياضيات للأطفال وهي صحيفة رسمية للمجلس الوطني لمعلمي الرياضيات (NCTM) الدعم لتحسين تعليم الرياضيات لمرحلة ما قبل الروضة وحتى المرحلة السادسة باعتبارها مصدرًا للمعلمين لتقديم رياضيات أكثر وأفضل لجميع الطلاب. وهي منتدى لتبادل أفكار وأنشطة الرياضيات والإستراتيجيات التعليمية للرياضيات و/أو مشاركة البحث وشرحه.
كما أن تعليم الرياضيات في مدارس التعليم المتوسط هي صحيفة رسمية للمجلس الوطني لمعلمي الرياضيات، وهي تدعم تحسين تعليم الرياضيات للصفوف من الخامس إلى التاسع باعتبارها مصدرًا للمعلمين المشاركين والمتطلعين وكذلك المشرفون والموجهون التربويون. وهي منتدى لتبادل أفكار وأنشطة الرياضيات والإستراتيجيات التعليمية للرياضيات و/أو مشاركة البحث وشرحه.
معلم الرياضيات، هي صحيفة رسمية للمجلس الوطني لمعلمي الرياضيات، ومخصصة لتحسين تدريس الرياضيات للصفوف من الثامن إلى الرابع عشر ودعم برامج تعليم المعلم. وتُقدم منتدى لمشاركة الأنشطة والإستراتيجيات التعليمية وترسيخ إدراك الأفكار الرياضية وربط بحث التعليم الرياضي بالتطبيق العملي.
لا يُجري المجلس الوطني لمعلمي الرياضيات أبحاثًا في تعليم الرياضيات، ولكنه ينشر صحيفة البحث في تعليم الرياضيات (JRME)، وهي الدورية الأكثر تأثيرًا في أبحاث تعليم الرياضيات في جميع أنحاء العالم وصحيفة البحث التعليمي الرابعة من حيث الصحف الأكثر ذيوعاً واستشهادًا «كمرجع» من بين بقية أنواع الصحف التعليمية. ويمكن الاطلاع على ملخصات أهم النتائج في البحث التعليمي للرياضيات فيما يتعلق بالممارسات الحالية على الموقع الإلكتروني. وصحيفة البحث في تعليم الرياضيات مخصصة لصالح اهتمامات معلمي الرياضيات وتعليم الرياضيات على كافة المستويات من مرحلة ما قبل المدرسة حتى المراحل العليا من التعليم. وتُعد صحيفة البحث في تعليم الرياضيات منتدى للاستفسار المنضبط في تعليم الرياضيات وتعلمها. ويُشجع المحررون تقديم مجموعة متنوعة من المخطوطات مثل: تقارير البحث - بما في ذلك التجارب والحالات الدراسية والدراسات الاستقصائية والدراسات الفلسفية والدراسات التاريخية- ، ومقالات عن البحث - بما في ذلك المراجعات الأدبية والتحليلات النظرية- ، وتقارير موجزة للبحث، والمقالات النقدية للمقالات والكتب، وتعليقات موجزة عن القضايا المتعلقة بالبحث.

## معايير المجلس الوطني لمعلمي الرياضيات
نشر المجلس الوطني لمعلمي الرياضيات سلسلة من المعايير الرياضية التي توضح رؤية للرياضيات المدرسية في الولايات المتحدة الأمريكية وكندا. وطور المجلس الوطني لمعلمي الرياضيات في عام 1989 معايير المناهج الدراسية والتقييم للرياضيات المدرسية، واتبعها بـالمعايير المهنية لتعليم الرياضيات (في عام 1991) ومعايير تقييم الرياضيات المدرسية (في عام 1995). وأشاد مسئولو التعليم بمعايير الرياضيات هذه، وقامت المؤسسة الوطنية للعلوم بتمويل عدة مشروعات لتطوير المناهج الدراسية بما يتسق مع توصيات المعايير. ولقد استشهدت وزارة التعليم بالعديد من هذه البرامج باعتبارها برامج «نموذجية». ومع ذلك، واجه تنفيذ الإصلاح نقدًا ومعارضة شديدة، بما في ذلك الثورات الأبوية وتأسيس منظمات مناهضة للإصلاح مثل التصحيح الرياضي وهولد. واعترضت هذه المنظمات بصورة خاصة على إصلاح المناهج الدراسية التي تقلل إلى حدٍ كبير من الاهتمام بالتطبيق وتحفيظ المهارات والحقائق الأساسية. ومن بين منتقدي الإصلاح، فريق من علماء الرياضيات الصوتيين، وقد أعرب بعض علماء الرياضيات الآخرين عن بعض الانتقادات الجادة على الأقل للإصلاحيين في الماضي.
وأصدر المجلس الوطني لمعلمي الرياضيات في عام 2000 مبادئ ومعايير الرياضيات المدرسية المحدثة.
وتعد المبادئ والمعايير بشكل كبير رؤية أكثر توازنًا وأقل جدلاً للإصلاح من سابقتها.

### خطة ما بعد الحرب العالمية الثانية
وضع المجلس الوطني لمعلمي الرياضيات في عام 1944 خطة ما بعد الحرب للمساعدة في استمرار تأثير الحرب العالمية الثانية على تعليم الرياضيات. واعتُبرت الصفوف من الأول إلى السادس سنوات دراسية هامة لبناء أسس مفاهيم الرياضيات مع التركيز الرئيسي على علم الجبر. وفي سنوات الحرب، كان للجبر هدف واحد معلوم وهو: مساعدة الجيش والصناعات في المجهود الحربي. وتمنى معلمو الرياضيات مساعدة طلابهم على إدراك الحاجة للجبر في الحياة اليومية للمواطن وأوضح التقرير ثلاث استراتيجيات ساعدت معلمي الرياضيات في التأكيد على الاستخدام اليومي للجبر. فأولاً، ركز المعلمون على المعاني الكامنة وراء المفاهيم. وكان من المتوقع فيما مضى استخدام المعلمين إما للتدريب العملي أو لنظرية المعنى. أما الآن، فقد أوضح المعلمون للطلاب الهدف وراء كل مفهوم مع تقديم كمية وافرة من المشكلات. وثانيًا، تخلى المعلمون عن التقنية غير الرسمية للتعليم. حيث كانت هذه التقنية مشهورةً خلال ثلاثينيات القرن العشرين واستمرت خلال الحرب، وتعتمد في جوهرها على ما يريد الطلاب تعلمه، اعتمادًا على اهتماماتهم واحتياجاتهم. وتناول معلمو الرياضيات المواد بدلاً من ذلك بأسلوب منظم. وكان الاعتقاد هو أن الرياضيات ذاتها لديها تنظيم متميز للغاية لا يمكن الانتقاص منه لمجرد عدم اهتمام الطالب بالأمر. وثالثًا، تعلم المعلمون التكيف مع الطلاب عن طريق تقديم الممارسة المناسبة التي يحتاجها الطلاب للنجاح.
ويعتبر كل من الصفين السابع والثامن، بعد السنة السادسة، عاملاً رئيسيًا في ضمان تعلم الطلاب للمفاهيم، وكانا موحدين لجميع التلاميذ على نحوٍ متزايد. ولقد تحقق المعلمون خلال هذه السنوات من إتقان جميع المفاهيم الرئيسية التي تم تدريسها في السنوات السابقة، مع إعداد الطلاب لدورات الرياضيات المتتابعة التي تُقدم في المدرسة الثانوية. وأرجع الجيش ضعف أداء الذكور أثناء الحرب إلى الرجال الذين نسوا مفاهيم الرياضيات؛ حيث تمت التوصية بتعزيز المفاهيم السابقة التي تم تعلمها لحل هذه المشكلة. ويُدرج التقرير منظمة الموضوعات التي ينبغي تدريسها في هذه السنوات. «(1) العد والحساب؛ (2) هندسة الحياة اليومية؛ (3) التمثيل البياني؛ (4) مقدمة لأساسيات الجبر الابتدائي (الصيغة والمعادلة)». وفي نفس الوقت، كان الهدف من هذه السنوات هو مساعدة الطلاب في اكتساب مهارات التفكير الهامة القابلة للتطبيق على كل جانب من جوانب الحياة. ويجب أن يصل الطلاب في مدرسة التعليم المتوسط إلى مرحلة النضوج في الرياضيات والاستناد إلى المواد السابقة.
وفي الصف التاسع، أعرب المجلس الوطني لمعلمي الرياضيات عن الحاجة إلى مناهج دراسية ثنائية المسار للطلاب في المدارس الكبيرة. ويذهب أولئك الذين يرغبون بشدة في دراسة الرياضيات إلى مسار واحد وهو دراسة علم الجبر. بينما يذهب أولئك الذين ليست لديهم رغبة كبيرة في الرياضيات إلى مسار آخر وهو دراسة الرياضيات العامة، وهو المسار الذي كان يقضي على مشكلة تأخر الطلاب.
وفي النهاية، أسست الصفوف من العاشر إلى الثاني عشر النضج في الرياضيات. وركزت الدورات الدراسية في السنة العاشرة على الهندسة من خلال الاستخدامات الجبرية. وركزت السنة الحادية عشرة على مواصلة المزيد من موضوعات الجبر المتقدمة. وكانت هذه الموضوعات أكثر تقدمًا من تلك التي تم مناقشتها في الصف التاسع. ومع ذلك، إذا درس الطالب الجبر المتقدم في فصل دراسي أثناء السنة التاسعة، فمن ثم يكون قد درس اثنين من الفصول الدراسية التي تُقدم في المبادئة.

### 1989معايير المناهج الدراسية والتقييم للرياضيات المدرسية
دعت معايير المجلس الوطني لمعلمي الرياضيات المثيرة للجدل في عام 1989 إلى المزيد من التأكيد على الإدراك المفاهيمي وحل المشكلات المطلعة عن طريق الفهم البنَّاء لكيفية تعليم الأطفال. وتطلب التأكيد المتزايد على المفاهيم تأكيدًا منخفضًا على التلقين المباشر للحقائق والخوارزميات. وكان هذا الانخفاض للصَمّ التقليدي يفهمه في بعض الأوقات كل من النقاد ومؤيدي المعايير على أنه يقضي على المهارات الأساسية والإجابات المحددة، ولكن المجلس الوطني لمعلمي الرياضيات دحض هذا التفسير.
حيث يتعرض الطلاب في إصلاح الرياضيات للمفاهيم الجبرية مثل الأنماط والخاصية التبادلية في وقت مبكر مثل الصف الأول. ولا تُدرس الأساليب الحسابية القياسية حتى يحصل الأطفال على فرصة استكشاف وفهم كيفية عمل المبادئ الرياضية، ويحدث ذلك عادةً عن طريق اختراع أساليبهم الخاصة في البداية لحل المشكلات وتنتهي في بعض الأحيان باكتشاف الأطفال الموجه للأساليب التقليدية. وتدعو المعايير إلى خفض التأكيد على التدريبات الحسابية المعقدة.
وتحدد المعايير الرؤية الديمقراطية التي توضع لأول مرة لتعزيز المساواة والسلطة الرياضية كهدف لجميع الطلاب، بما في ذلك النساء والأقليات الممثلة تمثيلاً ناقصًا. وكان هناك تشجيع على استخدام الآلات الحاسبة والمعالجات اليدوية وتقليل التأكيد على التلقين والاستظهار. وشجعت معايير عام 1989 الكتابة لتعلم التعبير عن الأفكار الرياضية. وكان من المتوقع إتقان جميع الطلاب للرياضيات بما يكفي للنجاح في الكلية، وبدلاً من تحديد النجاح حسب المعايير المرتبة والموحدة والعالية التي كانت محددة لجميع الطلاب. كانت الأهداف الظاهرة للمعايير القائمة على إصلاح التعليم تتطلب من جميع الطلاب اجتياز معايير الأداء العالية وتحسين القدرة على المنافسة الدولية والقضاء على فجوة الإنجاز وتقديم قوة العمل الإنتاجية. واعتُبرت مثل هذه الاعتقادات متوافقةً مع الرؤية الديمقراطية للتعليم القائم على النتائج وإصلاح التعليم القائم على المعايير وذلك بأن جميع الطلاب سيلبون هذه المعايير. وأطلقت وزارة التعليم بالولايات المتحدة على العديد من المناهج الدراسية القائمة على المعايير اسم «النموذجية»، بالرغم من رد مجموعة من الأكاديميين محتجين بإعلان ورد في صحيفة واشنطن بوست، منوهين إلى أن الاختيار كان على نطاق واسع وأن هذا الاختيار هو الاختيار الذي نفذت المناهج الدراسية على أساسه المعايير بطريقة أشمل من التنفيذ بالاعتماد على التحسينات المُبينة في نتائج الاختبارات.[بحاجة لمصدر]

## وصلات خارجية
- NCTM's Official Website
- Principles and Standards for School Mathematics نسخة محفوظة 17 أغسطس 2005 على موقع واي باك مشين.
- NCTM's 2006 Curriculum Focal Points

### المؤيدون
- Mathematically Sane

### النُقاد
- Mathematically Correct
- Washington math advocacy group campaigning against NCTM math